# Deroplia niveopicta
Deroplia niveopicta är en skalbaggsart som först beskrevs av Demelt 1982.  Deroplia niveopicta ingår i släktet Deroplia och familjen långhorningar. Inga underarter finns listade i Catalogue of Life.